# Bäck, Mora kommun
Bäck är en småort i Våmhus socken i Mora kommun, Dalarna.
Bryggar Bengt som med tre andra Våmhusbönder blev skjutna under Stora daldansen var härifrån. I början av 1900-talet fanns här en takspånsfabrik.